# Radovan Karadžić
Radovan Karadžić (în sârbă Радован Караџић; ; n. 19 iunie 1945, Petnjica, Muntenegru) este un politician, poet și medic psihiatru sârb din Bosnia. A condus sârbii din Bosnia în perioada războilului din Bosnia și este acuzat de crime de război și de genocid în două cazuri: pentru că ar fi organizat asediul orașului Sarajevo și pentru că ar fi organizat masacrul de la Srebrenica, în care au fost uciși cca. 8000 de musulmani.

## Biografie
Karadžić s-a născut la Petnjica, lângă Šavnik, Muntenegru, RSF Iugoslavia. Tatăl său, Vuko, a fost cetnic. În 1960 Radovan Karadžić se mută la Sarajevo pentru a-și urma studiile de psihiatrie la Universitatea de Medicină din Sarajevo. Între 1974-1975 a urmat studii de medicină la Universitatea Columbia din New York. După întoarcerea în Iugoslavia a lucrat la spitalul Koševo din Sarajevo.

## Viața politică
Scrie poezii, ceea ce îl aduce în contact cu scriitorul Dobrica Ćosić, care-l va încuraja să intre în politică. Este unul din întemeietorii în 1989 a Partidului Democratic Sârb (Srpska Demokratska Stranka) din Bosnia-Herzegovina, al cărui scop declarat a fost protejarea comunității sârbești și a intereselor ei prin menținerea Bosniei în sfera de influență a Serbiei, sau prin secesiune.
În octombrie 1991 se înființează Adunarea Parlamentară a sârbilor bosnieni, condusă de Radovan Karadžić, pentru organizarea unor provincii autonome sârbe. În 9 ianuarie 1992 această adunare proclamă Republika Srpska a sârbilor din Bosnia și Herzegovina (sârbă Република српског народа Босне и Херцеговина, cu alfabetul latin: Republika srpskog naroda Bosne i Hercegovine), ca parte a RSFI. În 29 februarie și 1 martie are loc un referendum privind independența Bosniei și Herzegovinei, referendum la care 64 % din populație (musulmanii bosniaci și croații) votează pentru în proporție de 98 %, însă sârbii bosnieni se opun. În 6 aprilie 1992 ONU recunoaște Bosnia drept stat independent, iar Karadžić devine primul președinte al administrației sârbe de la Pale. El își asumă puterea de jure, inclusiv comanda armatei.

## Sustragerea și arestarea
Din 1996 era căutat pentru crime de război de către Tribunalul Penal Internațional pentru fosta Iugoslavie (TPI). În această calitate era căutat de forțele ONU din Bosnia-Herzegovina, pe baza mandatului Interpolului, care menționa crime împotriva umanității, nerespectarea Convenției de la Geneva (1949) și genocid (în special pentru masacrul de la Srebrenica).
După 12 ani de sustragere, autoritățile sârbești au anunțat în 21 iulie arestarea sa, arestare confirmată de TPI. Se spune că serviciile de informații americane și britanice, în urma unui pont primit din partea serviciilor secrete germane, care, la rândul lor, l-ar fi primit de la Ratko Mladić, îl țineau de câteva luni sub supraveghere pe Karadžić, dar arestarea este urmarea deciziei noului guvern de la Belgrad, proocidental, care la numai două săptămâni de la instalare a îndeplinit una din condițiile pentru intrarea în vigoare a Acordului cu UE. Totuși, doar predarea lui nu este suficientă pentru exigențele UE, care cere și predarea lui Ratko Mladić.
După arestare s-a constatat că Karadžić se ascundea sub o identitate falsă, sub numele de Dragan Dabić (pron. Dabici) și lucra într-o clinică particulară din Belgrad, unde practica medicina alternativă. S-a speculat că actele sale ar fi fost eliberate în România, lucru negat de autoritățile române, iar ulterior postul de radio sârb B92 a afirmat că actele sale au fost eliberate la Ruma, în Voivodina.
Pe durata sustragerii el a fost ajutat de nepotul său, Dragan Karadžić, care este fiul lui Luka Karadžić, fratele său. Dragan îi asigura adăpost și bani și este posibil ca tot el să-i fi obținut actele. Pentru că a ajutat un suspect de crime de război, Dragan ar putea fi condamnat la doi ani de închisoare.

## Reacții în Serbia

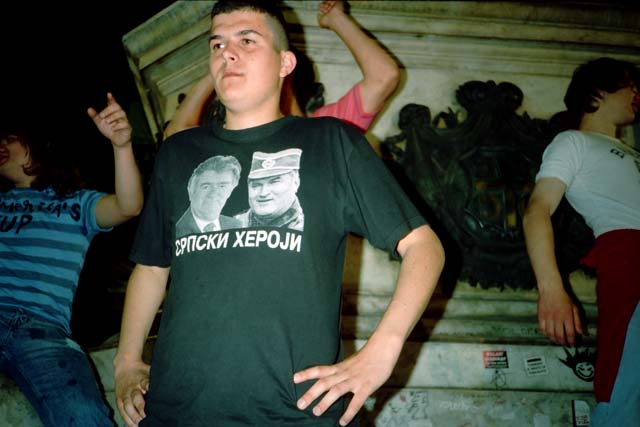
Textul de pe tricou: „Eroi sârbi”.

Arestarea lui Karadžić a stârnit protestele ultranaționaliștilor sârbi, care au recurs la amenințări la adresa președintelui Boris Tadić. Karadžić este considerat de unii sârbi drept un erou de război. Ei spun că el nu este mai vinovat decât orice alt lider politic din timp de război. În plus, majoritatea sârbilor consideră tribunalul de la Haga ca fiind pornit împotriva națiunii lor și având o agendă în a le atribui acestora întreaga vină pentru conflictul din Bosnia. Ca urmare, se opun transferării lui Karadžić la Haga. Pentru a evita presa și protestele plănuite de susținătorii naționaliști se intenționează ca transferarea lui la Haga să se facă în secret.